# Аплингтон (Ајова)
Аплингтон (енгл. Aplington) град је у америчкој савезној држави Ајова. По попису становништва из 2010. у њему је живело 1.128 становника.

## Демографија
Према попису становништва из 2010. у граду је живело 1.128 становника, што је 74 (7,0%) становника више него 2000. године.
| Група             | 2000.         | 2010.         |
| Белци             | 1.047 (99,3%) | 1.117 (99,0%) |
| Афроамериканци    | 0 (0,0%)      | 1 (0,1%)      |
| Азијати           | 1 (0,1%)      | 2 (0,2%)      |
| Хиспаноамериканци | 2 (0,2%)      | 3 (0,3%)      |
| Укупно            | 1.054         | 1.128         |